# Liocranoides
Liocranoides is een geslacht van spinnen uit de familie Zoropsidae.

## Soorten
- Liocranoides archeri Platnick, 1999
- Liocranoides coylei Platnick, 1999
- Liocranoides gertschi Platnick, 1999
- Liocranoides tennesseensis Platnick, 1999
- Liocranoides unicolor Keyserling, 1881